# Carlo Antonio Broggia
Carlo Antonio Broggia (Nápoles, 1698-Nápoles, septiembre de 1767) fue un economista y comerciante italiano, reformador y teórico de la fiscalidad.

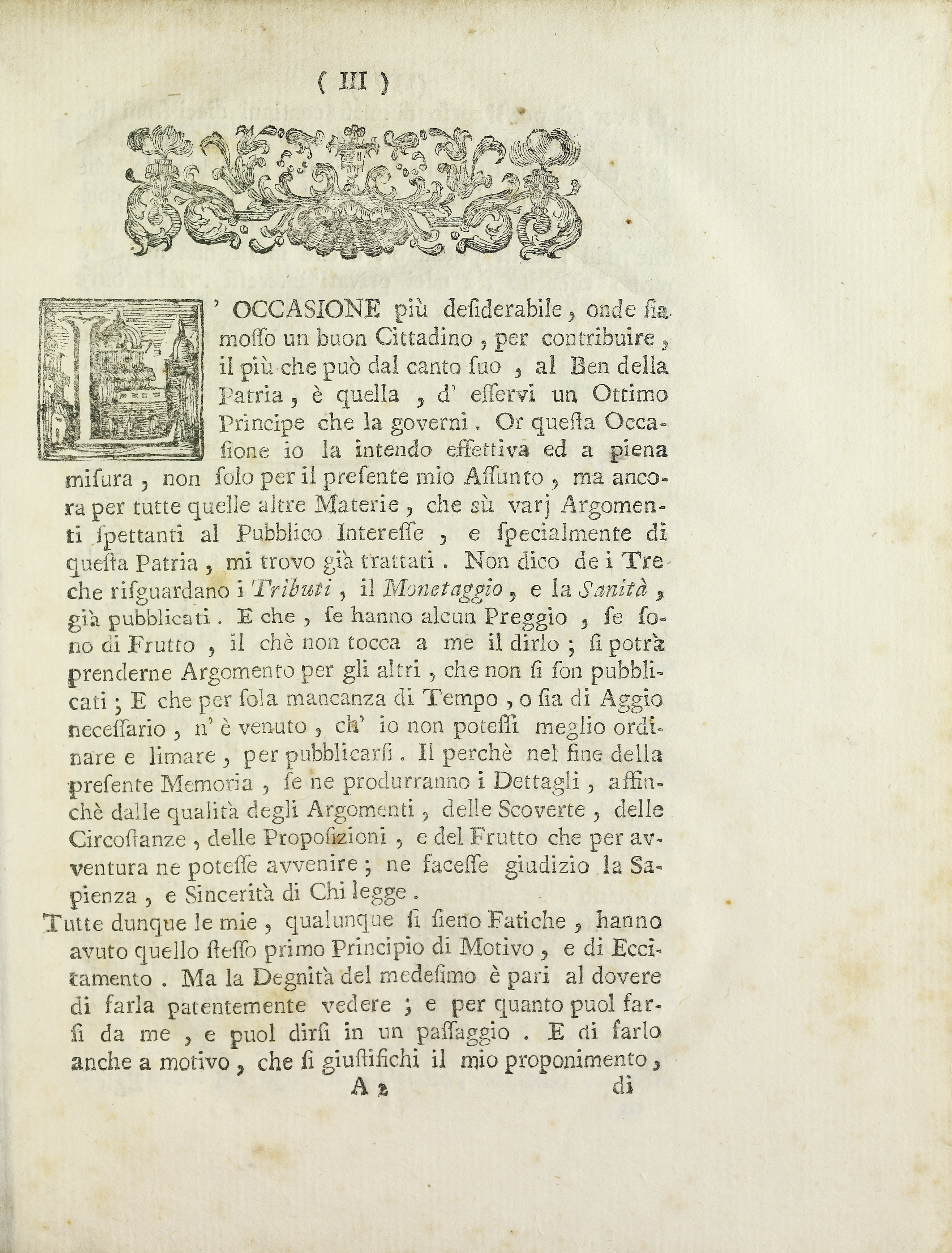
Primera página de Memoria ad oggetto di varie politiche ed economiche ragioni

## Obras
- Trattato de' tributi, delle monete, e del governo politico della sanità. Nápoles. 1743.
- Memoria ad oggetto di varie politiche ed economiche ragioni e temi di utili raccordi che in causa del monetaggio di Napoli s'espongono e propongono. Nápoles. 1754.